# ロバート・エッチンガー

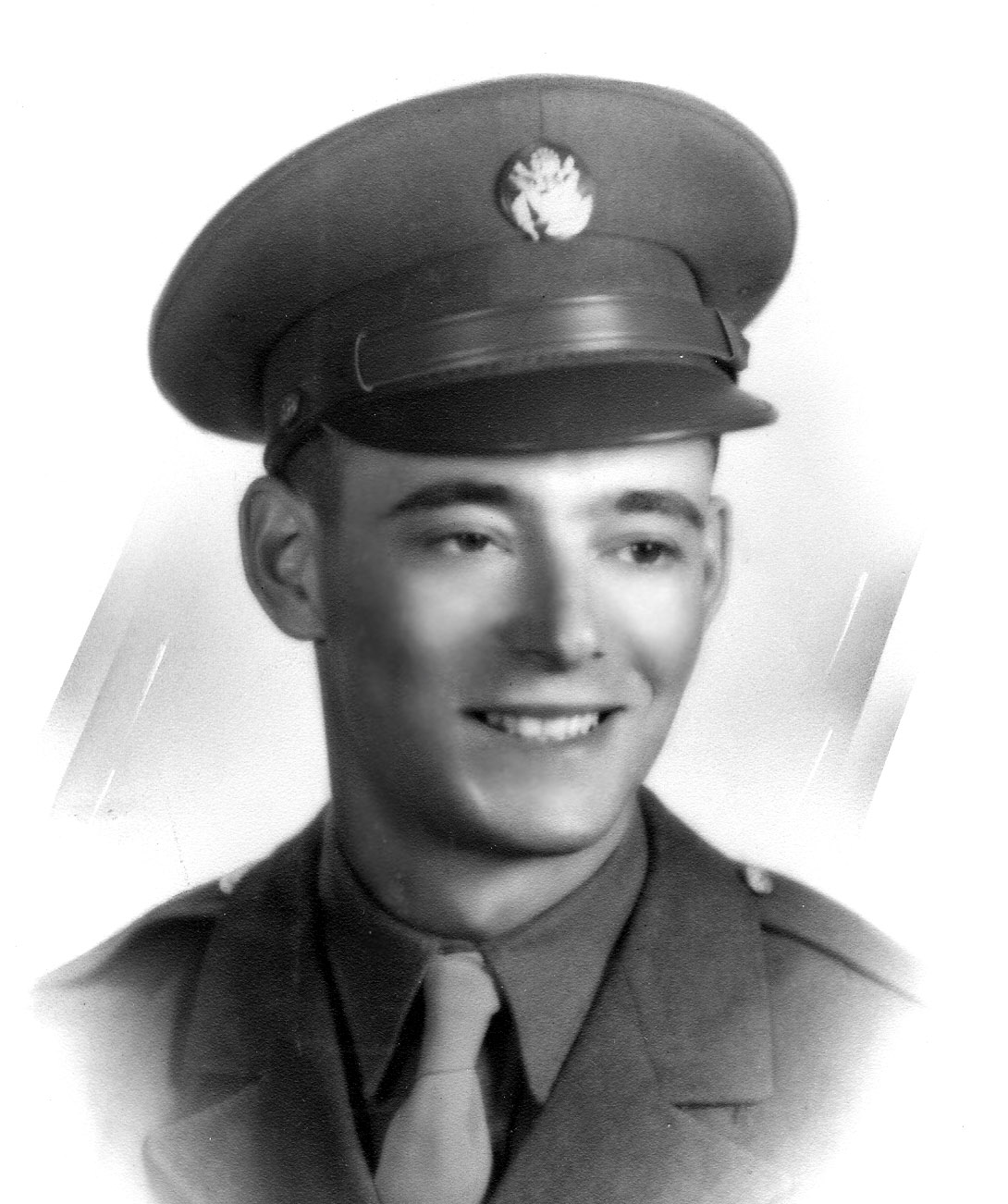
ロバート・エッチンガー

ロバート・チェスター・ウィルソン・エッチンガー（Robert Chester Wilson Ettinger、1918年12月4日 - 2011年7月23日）は、1962年の著書『不死への展望』によって「人体冷凍保存の父」として知られる人物。また、1972年の著書『超人間 肉体と精神を改造する科学』はトランスヒューマニズムの基礎を築いたとも言われている。エッティンガーとも。
ロバート・エッチンガーは Cryonics Institute（人体冷凍保存研究所）と Immortalist Society の創設に関わり、2003年まで両方の会長を務めていた。母親と1番目と2番目の妻は、死後に冷凍保存されている。

## 経歴
1918年にニュージャージー州アトランティックシティでユダヤ系の家庭に生まれる。第二次世界大戦中は、アメリカ陸軍で歩兵（中尉）として働いた。ドイツでの戦闘で重傷を負い、パープルハート章を授与される。ウェイン州立大学で2つの修士号（物理学と数学）を取得し、ウェイン州立大学とハイランドパークコミュニティ・カレッジ（ミシガン州）で物理と数学の先生として勤務した。
最初の妻との間に2人の子供をもうけた。長男のデイビッドは12歳のときにジャーナリストから人体冷凍保存についてインタビューを受けており、以後、人体冷凍保存の分野で活躍するようになった。デイビッドは後に弁護士となり、現在は Cryonics Institute と Immortalist Society の顧問弁護士となっている。
後に2番目の妻となるメイ・ジュノー（Mae Junod）は、エッチンガーの社会人教育コース（物理）を1962年に受講した。彼女は上述の著書のタイピングや編集に関わった。また、Cryonics Society of Michigan (CSM) で会誌 The Outlook（後に The Immortalistと改称）の編集に携わった。彼女は作家、フェミニスト、家族療法士としても知られている。
エッチンガーとジュノーは、最初の妻の死後、1988年に結婚。1995年には、アリゾナ州スコッツデールに移住し、引退生活に入った。1998年、メイ・エッチンガーは卒中で倒れてからは完全に回復することはなく、2000年に脳梗塞で死亡し、その死体は冷凍保存されることになった。

## 人体冷凍保存のルーツはSF小説
エッチンガーは、ヒューゴー・ガーンズバックのアメージング・ストーリーズ誌を読んで育った。そして近い将来、生物学者が若返りの泉の秘密を解き明かすと信じていた。1930年代も後半になって大人になるにつれ、それにはもっと時間がかかるのではないかと考えるようになった。
アメージング・ストーリーズ1931年7月号に掲載されたニール・R・ジョーンズの The Jameson Satellite（日本語題「機械人21MM-392誕生! ジェイムスン衛星顛末記」）では、ジェイムスン教授は死体が地球周回軌道に乗り、ほぼ絶対零度で死体が保存されたことになっていた（科学的には正しくない）。そして数百万年後、人類は既に滅亡していたが、脳を機械の体に収めた機械人に拾われる。彼らはジェイムスンの脳を修復し、機械の体に入れ、仲間にした。
エッチンガーはこれを読み、異星人が冷凍された人間の死体を使ってテクノロジーによる不老不死を達成できるなら、未来の人類にできないはずはなく、冷凍保存することで将来の医学の進歩によって救われるのを待つことができるはずであると考えた。
1947年、エッチンガーはそのアイデア（一方向の医学的タイムトラベル）を短篇小説の形にした。この小説 The Penultimate Trump（最後から2番目の切り札）は『スタートリング・ストーリーズ』の1948年の号に掲載され、エッチンガーは人体冷凍保存というパラダイムの創始者となった。すなわち、「死」の医学的/法的定義は相対的なものであり、医療技術のレベルに深く依存していると考えた。例えば、アマゾンの奥地で心筋梗塞で死んだ人も、もし大都会の医療が進んだ地域でなら助かったかもしれないという考え方である。エッチンガーは、それが地域差だけに留まらず、時代の差によっても生じると考えた。

## 人体冷凍保存というムーブメントの始まり
エッチンガーは、著名な科学者や医師が彼と同じ結論に達するのを期待した。しかし1960年になっても、そのような者は現れなかった。42歳となったエッチンガーは、自分の死をより強く意識するようになった。そして、自ら動き出すことを決めた。彼は人体冷凍保存のアイデアを（生命保険への影響も含めて）数ページにまとめ、Marquis Who's Whoから彼が選んだ約200人の人々にそれを送った。反応はほとんどなく、彼はもっと詳しい説明が必要なのだと判断した。死は絶対的なものではなく、凍結によるダメージは限定的で将来的には問題なく解凍する技術が登場するだろうという彼の信念を人々に理解してもらうには、ある種の教育が必要だとエッチンガーは考えた。彼はすぐにさらに根本的な悩ましい問題を発見した。すなわち、「生が死よりもよく、健康が病気よりもよく、賢いほうが愚かなほうよりもよく、不老不死がそれにつきまとう障害を克服するに値する、ということを非常に多くの人に認めさせなければならない」ということである。
1962年、エッチンガーは『不死への展望』の初版を自費で出版した。これが大手出版社の目にとまって1964年にはダブルデイからハードカバーで出版されることになり、これが人体冷凍保存が広く世に知られるきっかけとなった。当時、人体冷凍保存を考えていたのはエッチンガーだけではなかった。1962年、Evan Cooper が N. Durhing という筆名で Immortality, Scientifically, Physically, Now と題した本を書いていた。Cooper の本も主張はエッチンガーのものと同じだったが、科学的・技術的厳密さに欠けていて、出版できるレベルではなかった。エッチンガーは時の人として、ニューヨーク・タイムズ、タイム、ニューズウィーク、パリ・マッチ、デア・シュピーゲル、Christian Century など様々な雑誌や新聞に取り上げられた。テレビ番組にも登場した（ジョニー・カーソンショーなど）。また、各地のラジオ番組にも積極的に出演し、人体冷凍保存の考え方を普及させようとした。

## 活動の組織化
エッチンガーは『不死への展望』を出版後も、著名な科学者らが彼の考えに賛同し、実現に向けた動きを開始することを期待した。これとは対照的に Cooper は積極的な動きを見せ、Life Extension Society (LES) という世界初の人体冷凍保存に関する組織を設立した。LES は人体冷凍保存の実現に向けて即座に動き出し、同時にアメリカ全土に支部を開設して草の根運動的基盤を形成した。Cooper 自身は1969年にはこの活動から手を引き、1983年に海上で行方不明となった。
カリフォルニアとミシガンで1966年、Cryonics Society が設立され、エッチンガーは Cryonics Society of Michigan (CSM) の初代会長に選ばれた。1970年代、CSM はエッチンガーの指導の下で Cryonics Institute (CI) と Immortalist Society (IS) に改編された。1976年、エッチンガーの母レア・エッチンガーが亡くなり、CIでの最初の人体冷凍保存が行われた。エッチンガーは2003年まで CI と IS の会長を務めた。
1964年から1990年ごろまで、人体冷凍保存に関する運動の成長はゆっくりとしたものであった。この間の運動には、プロの医学的・法的・哲学的・経済的支援が欠けていた。この運動に関わる人々は、嫌悪と嘲笑の対象になっていた。メディアを中心とした世間一般の見方も常に否定的だった。この外圧は、彼らの仲間や愛する者が亡くなったとき、共済基金的な形で管理せざるを得ない状況になったことによる心配と恐怖によって悪化した。人体冷凍保存は当時の一般人が考えていたものとは異なり、中産階級の賛同者が集まって行っているもので、設備も手法も彼らの手作りといってよいものだった。さらに心配されているのは、法的な状態が不明確な点で、将来的に法律で禁止される可能性は残っている。
インターネットの発展により、人体冷凍保存という概念はミームとして急激に広まっていった。しかし、今のところ個人レベルの動きにとどまっている。

## 死去
2011年7月23日、死去。92歳没。

## 著作
- 『不死への展望』（The Prospect of Immortality）1962年。オンライン版
- 『超人間 肉体と精神を改造する科学』（Man Into Superman）1972年。オンライン版　邦訳（久保智洋 訳）『超人間 肉体と精神を改造する科学』 光文社カッパブックス 1977年。
- Youniverse (2004)